# 기동신세기 건담 X
《기동신세기 건담 X》(일본어: 機動新世紀ガンダムX)는 1996년에 방영한 TV 애니메이션이다.